# Сумка (приток Вруды)
Сумка — река в России, протекает по Волосовскому району Ленинградской области.
Исток — у деревни Шадырицы. Протекает через деревню Волпи, мимо деревни Сумск. Впадает в Вруды у деревни Устье с правого берега, в 20 км от устья последней. Длина реки составляет 21 км.

## Данные водного реестра
По данным государственного водного реестра России относится к Балтийскому бассейновому округу, водохозяйственный участок реки — Луга от в/п Толмачево до устья. Относится к речному бассейну реки Нарва (российская часть бассейна).
Код объекта в государственном водном реестре — 01030000612102000026428.

### Притоки
(указано расстояние от устья)
- ~ 4,5 км: Ганцев (левый)
- 5,4 км: река Алеска (левый)